# San Agustín del Pozo (kommunhuvudort)
San Agustín del Pozo är en kommunhuvudort i Spanien.   Den ligger i provinsen Provincia de Zamora och regionen Kastilien och Leon, i den nordvästra delen av landet, 230 km nordväst om huvudstaden Madrid. San Agustín del Pozo ligger 696 meter över havet och antalet invånare är 206.
Terrängen runt San Agustín del Pozo är platt. Runt San Agustín del Pozo är det glesbefolkat, med 9 invånare per kvadratkilometer. Närmaste större samhälle är Benavente, 14,7 km nordväst om San Agustín del Pozo. Trakten runt San Agustín del Pozo består till största delen av jordbruksmark.